# Lur (instrument)
Pour les articles homonymes, voir Lur.
 (octobre 2024).
Si vous disposez d'ouvrages ou d'articles de référence ou si vous connaissez des sites web de qualité traitant du thème abordé ici, merci de compléter l'article en donnant les références utiles à sa vérifiabilité et en les liant à la section « Notes et références ».

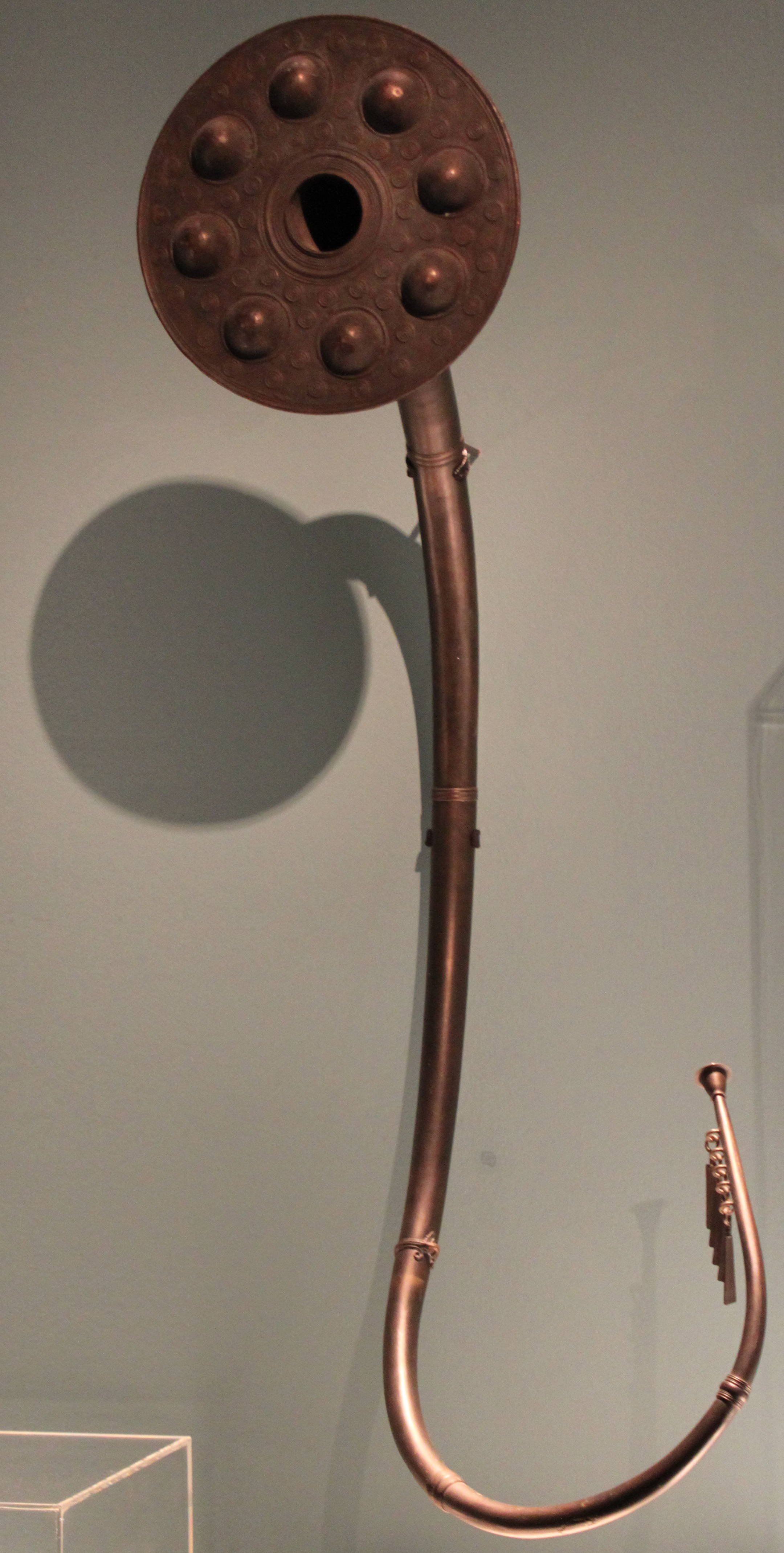
lur en bronze au Danemark

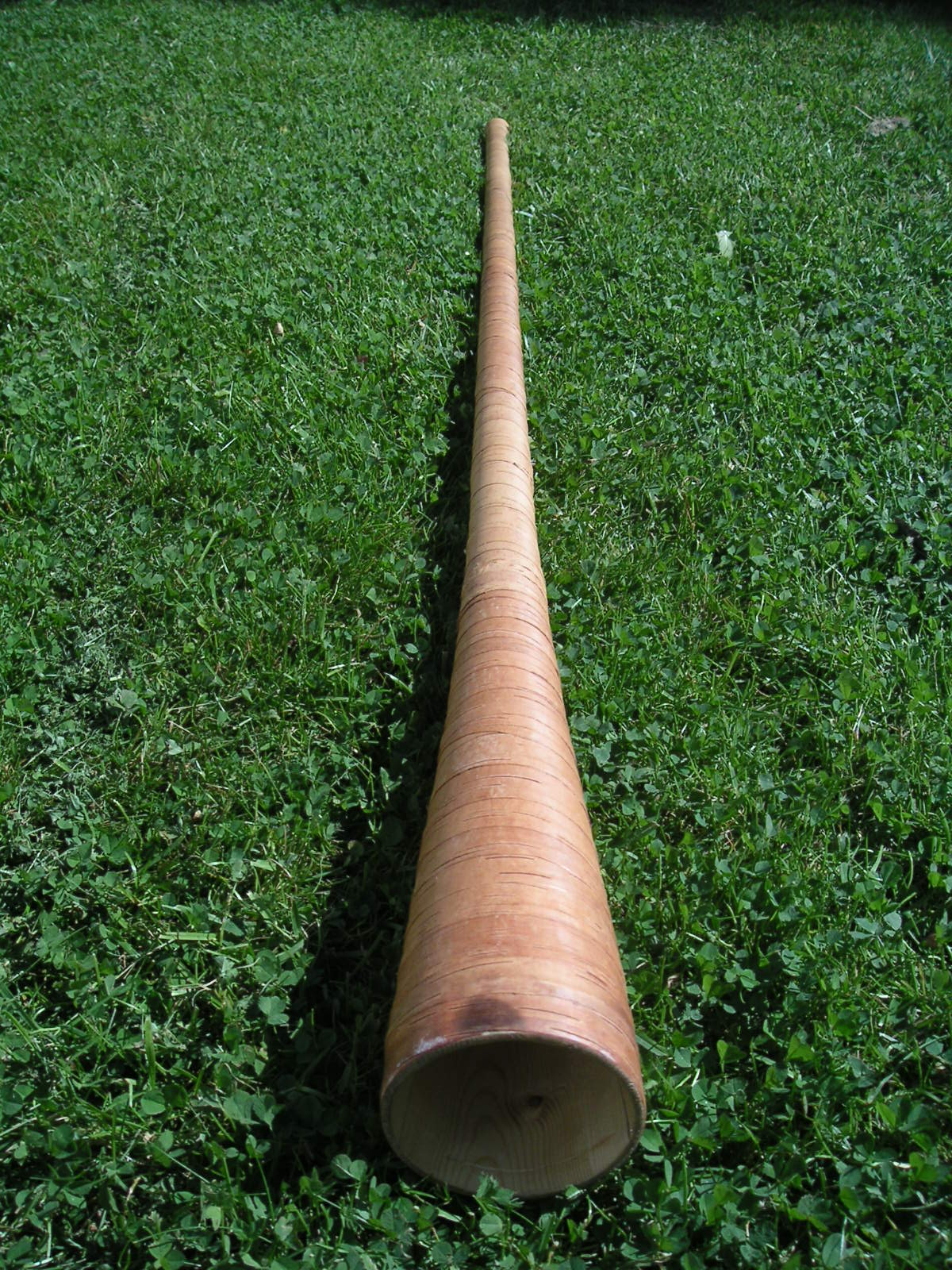
Un lur norvégien en bois.

Le lur ou lure[réf. nécessaire] est un instrument de musique à vent scandinave. C'est une sorte de trompe plus ou moins droite[réf. nécessaire]. On retrouve l'appellation lúðr dans les Sagas islandaises (lors du Ragnarök, Heimdall, gardien de Bifröst, souffle dans son lur Gjallarhorn pour appeler hommes[réf. nécessaire] et dieux au combat). Lors de fouilles, les lurs sont souvent retrouvés par paires. Plus d'une cinquantaine de lurs en bronze ont ainsi été retrouvés en Suède, Danemark, Norvège et Allemagne.

## Facture
Il en existe deux types : le lur en bois (du Moyen Âge) et le lur en bronze (de l'âge du bronze), datant d'environ 14 siècles avant Jésus-Christ. Il mesure entre 1 et 2,5 mètres et il n'y a aucun trou de jeu. Il est en forme de S et se termine par un disque décoré faisant office de pavillon.

## Jeu
Le lur était utilisé à des fins guerrières[réf. souhaitée], servant à rassembler les troupes et à effrayer l'ennemi. Il servait aussi aux funérailles.
La version en bois avait une vocation pastorale proche du cor des Alpes et semble toujours en activité dans les pays nordiques.